# Jaulnes
Jaulnes est une commune française située dans le département de Seine-et-Marne en région Île-de-France.

## Géographie

### Localisation
La commune de Jaulnes est située au sud-est de la Seine-et-Marne sur les bords de Seine, à 3 kilomètres à l'est de Bray-sur-Seine.

### Communes limitrophes
| Mouy-sur-Seine                    | Everly Gouaix    | Grisy-sur-Seine      |
| Bray-sur-Seine Mousseaux-lès-Bray | Jaulnes          | Villenauxe-la-Petite |
| Montigny-le-Guesdier              | Compigny (Yonne) |                      |

### Géologie et relief
La commune est située dans la plaine alluviale boisée et marécageuse de la Bassée.
Elle est classée en zone de sismicité 1, correspondant à une sismicité très faible.

### Hydrographie

#### Réseau hydrographique

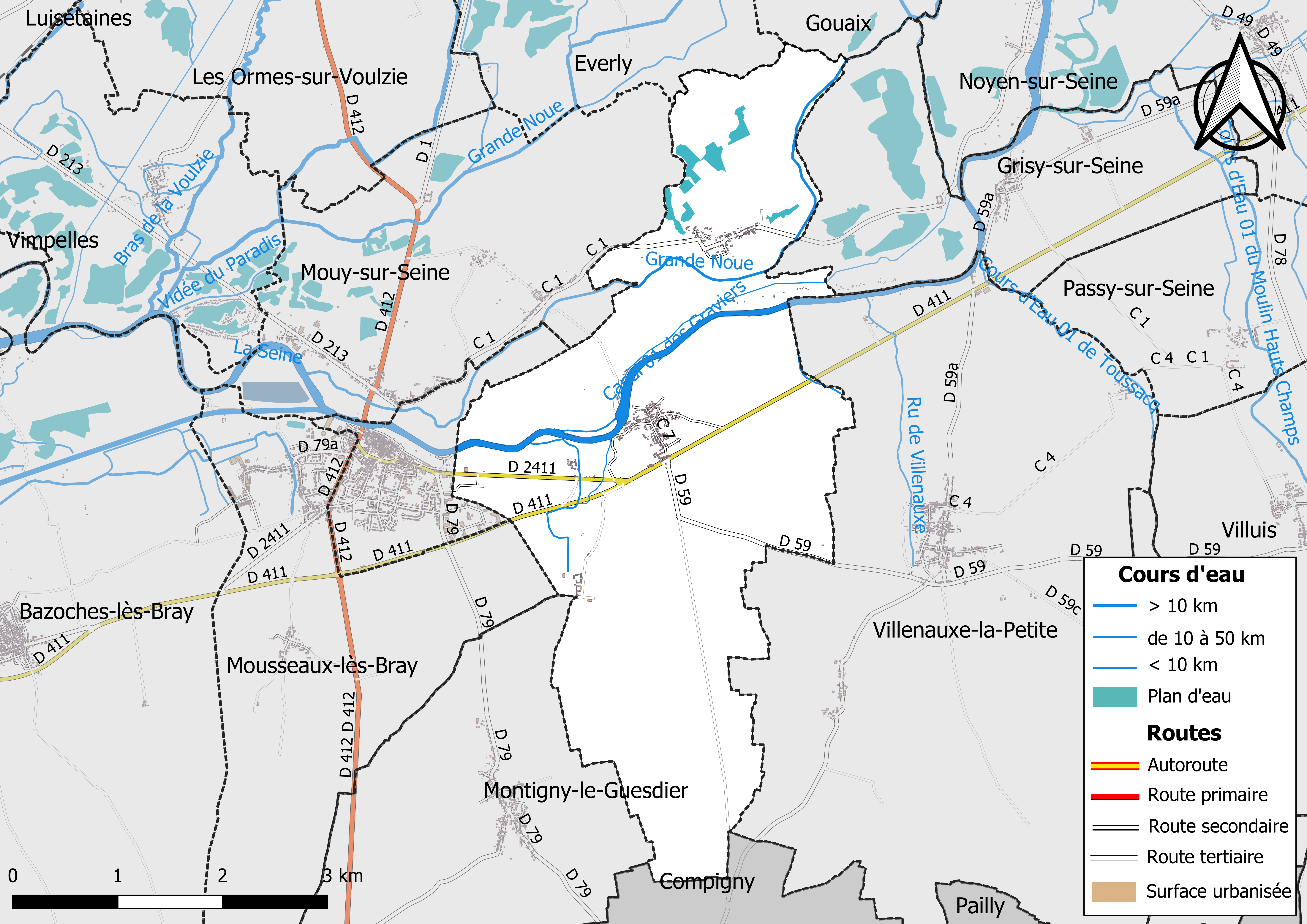
Carte des réseaux hydrographique et routier de Jaulnes.

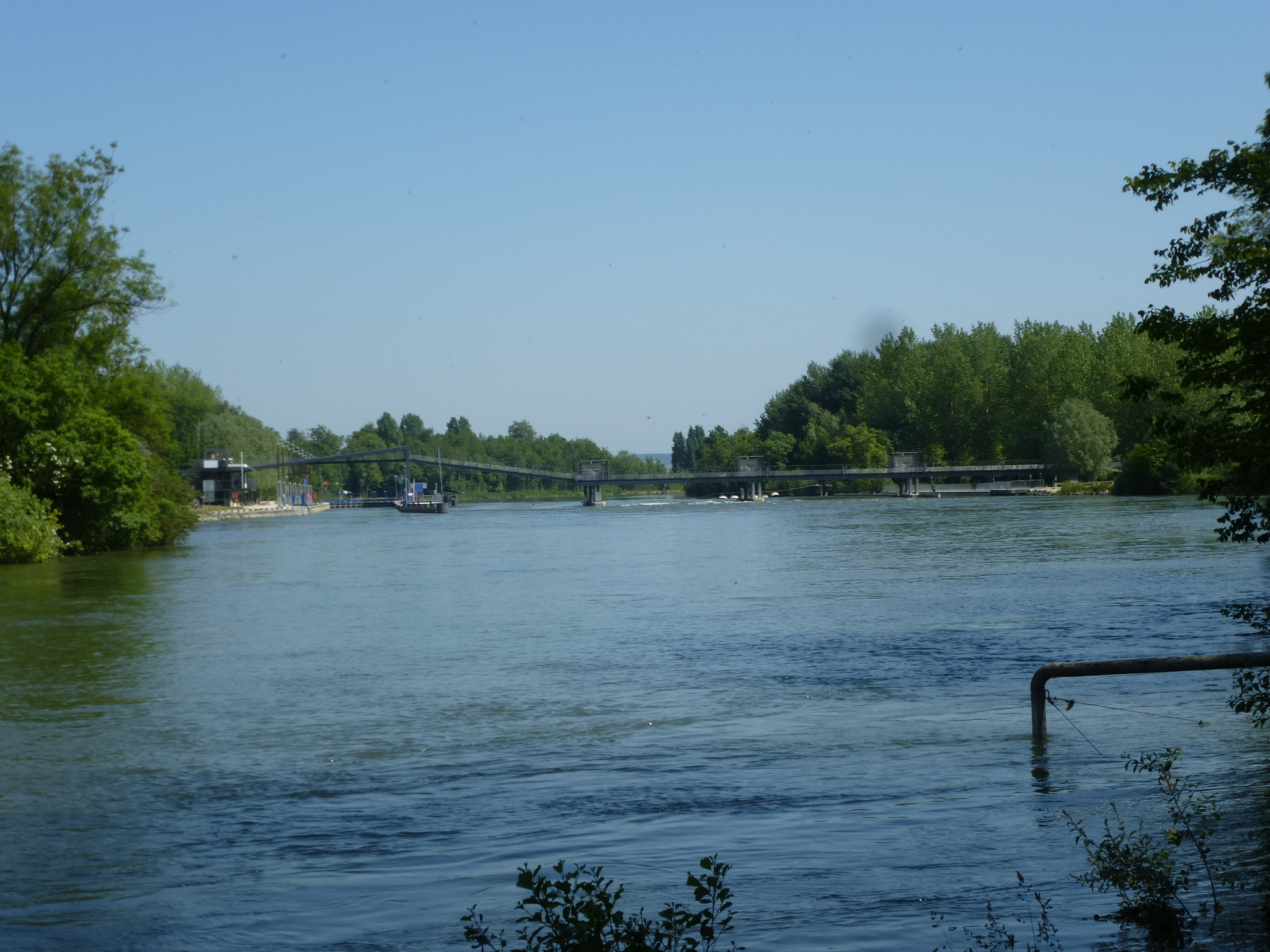
Barrage de Jaulnes sur la Seine.

Le réseau hydrographique de la commune se compose de sept cours d'eau référencés :
- la Seine, fleuve long de 774,76 km[2] ainsi que :
  - un bras[Note 1] de 0,85 km[3] ;
  - le ru de la Pelle , 1,10 km[4] et ;
  - le ru de Choyau, 2,08 km[5], et ;
  - la Grande Noue, 8,79 km[6], affluents de la Seine ;
  - la coupure de Jaulnes, 0,72 km[7], et ;
  - le canal 01 des Graviers, cours d'eau naturel de 4,14 km[8], qui confluent avec la Seine.

La longueur totale des cours d'eau sur la commune est de 14,76 km.

#### Gestion des cours d'eau
Afin d’atteindre le bon état des eaux imposé par la Directive-cadre sur l'eau du 23 octobre 2000, plusieurs outils de gestion intégrée s’articulent à différentes échelles : le SDAGE, à l’échelle du bassin hydrographique, et le SAGE, à l’échelle locale. Ce dernier fixe les objectifs généraux d’utilisation, de mise en valeur et de protection quantitative et qualitative des ressources en eau superficielle et souterraine. Le département de Seine-et-Marne est couvert par six SAGE, au sein du bassin Seine-Normandie.
La commune fait partie du SAGE « Bassée Voulzie », en cours d'élaboration en décembre 2020. Le territoire de ce SAGE concerne 144 communes dont 73 en Seine-et-Marne, 50 dans l'Aube, 15 dans la Marne et 6 dans l'Yonne, pour une superficie de 1 710 km2,. Le pilotage et l’animation du SAGE sont assurés par Syndicat Mixte Ouvert de l’eau potable, de l’assainissement collectif, de l’assainissement non collectif, des milieux aquatiques et de la démoustication (SDDEA), qualifié de « structure porteuse ».

### Climat
Pour des articles plus généraux, voir Climat de l'Île-de-France et Climat de Seine-et-Marne.
En 2010, le climat de la commune est de type climat océanique dégradé des plaines du Centre et du Nord, selon une étude du CNRS s'appuyant sur une série de données couvrant la période 1971-2000. En 2020, Météo-France publie une typologie des climats de la France métropolitaine dans laquelle la commune est exposée à un climat océanique altéré et est dans la région climatique Nord-est du bassin Parisien, caractérisée par un ensoleillement médiocre, une pluviométrie moyenne régulièrement répartie au cours de l’année et un hiver froid (3 °C).
Pour la période 1971-2000, la température annuelle moyenne est de 11 °C, avec une amplitude thermique annuelle de 15,9 °C. Le cumul annuel moyen de précipitations est de 678 mm, avec 11,2 jours de précipitations en janvier et 7,4 jours en juillet. Pour la période 1991-2020, la température moyenne annuelle observée sur la station météorologique la plus proche, située sur la commune de Bouy-sur-Orvin à 17 km à vol d'oiseau, est de 11,4 °C et le cumul annuel moyen de précipitations est de 635,9 mm,. Pour l'avenir, les paramètres climatiques de la commune estimés pour 2050 selon différents scénarios d'émission de gaz à effet de serre sont consultables sur un site dédié publié par Météo-France en novembre 2022.

### Milieux naturels et biodiversité

#### Espaces protégés
La protection réglementaire est le mode d’intervention le plus fort pour préserver des espaces naturels remarquables et leur biodiversité associée,.
Un  espace protégé est présent sur la commune : 
la réserve naturelle nationale de « La Bassée », d'une superficie de 867 ha, la plus grande d’Île de France. Elle englobe une mosaïque de milieux, étroitement liés à la dynamique de la Seine et des noues, qui abrite un patrimoine naturel d'exception,.

#### Réseau Natura 2000

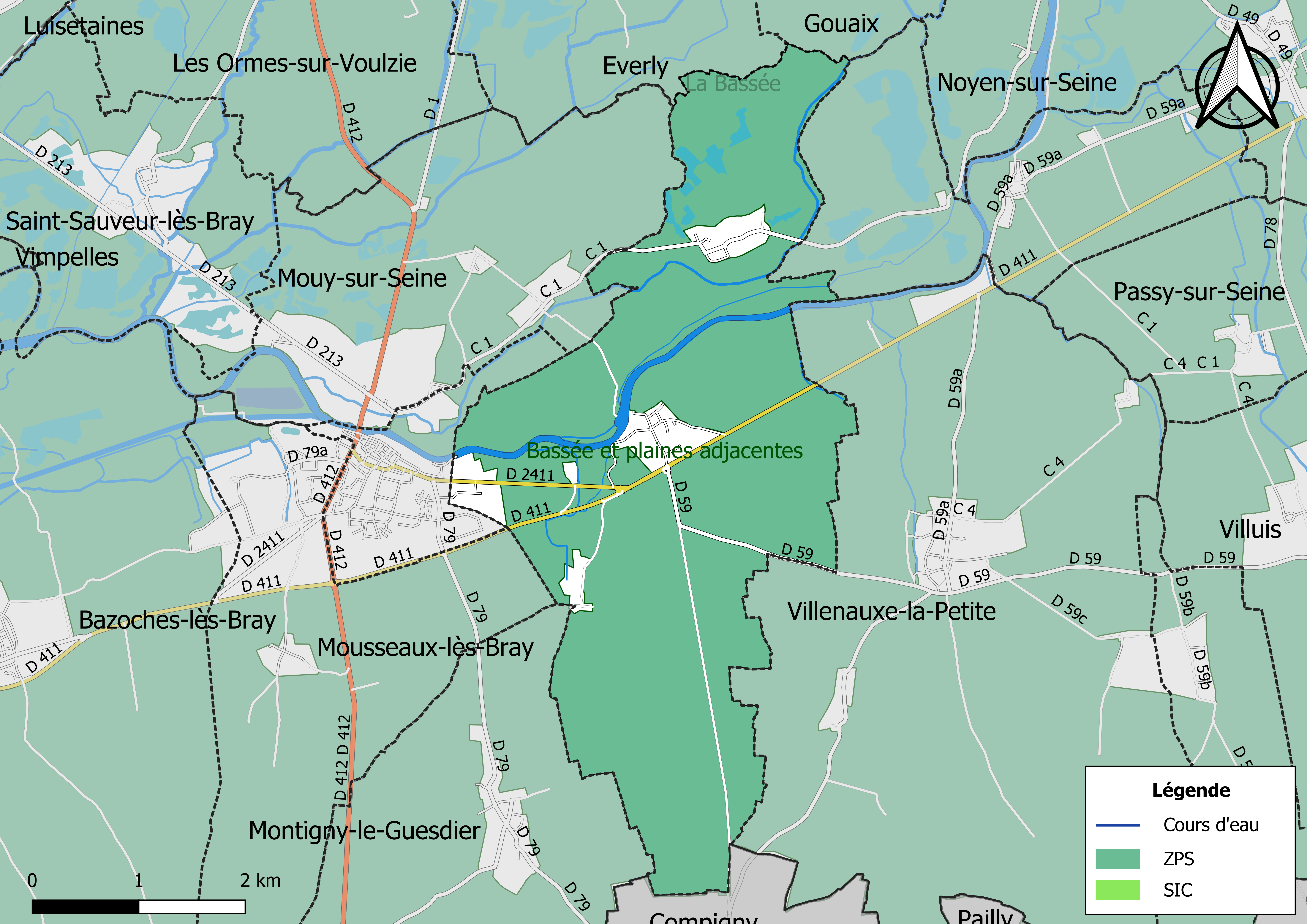
Sites Natura 2000 sur le territoire communal.

Le réseau Natura 2000 est un réseau écologique européen de sites naturels d’intérêt écologique élaboré à partir des Directives « Habitats » et « Oiseaux ». Ce réseau est constitué de Zones spéciales de conservation (ZSC) et de Zones de protection spéciale (ZPS). Dans les zones de ce réseau, les États Membres s'engagent à maintenir dans un état de conservation favorable les types d'habitats et d'espèces concernés, par le biais de mesures réglementaires, administratives ou contractuelles.
Un site Natura 2000 a été défini sur la commune au titre de la « directive Habitats », : 
- la « Bassée », d'une superficie de 1 403 ha, une vaste plaine alluviale de la Seine. Elle abrite la plus grande et l’une des dernières forêts alluviales du Bassin parisien ainsi qu’un ensemble relictuel de prairies humides[25],[26] ;

et un  au titre de la « directive Oiseaux » :  
- la « Bassée et plaines adjacentes », d'une superficie de 27 643 ha, une vaste plaine alluviale de la Seine bordée par un coteau marqué au nord et par un plateau agricole au sud. Elle abrite une importante diversité de milieux qui conditionnent la présence d’une avifaune très riche[27],[28].

#### Zones naturelles d'intérêt écologique, faunistique et floristique
L’inventaire des zones naturelles d'intérêt écologique, faunistique et floristique (ZNIEFF) a pour objectif de réaliser une couverture des zones les plus intéressantes sur le plan écologique, essentiellement dans la perspective d’améliorer la connaissance du patrimoine naturel national et de fournir aux différents décideurs un outil d’aide à la prise en compte de l’environnement dans l’aménagement du territoire.
Le territoire communal de Jaulnes comprend deux ZNIEFF de type 1,,, 
la « Grande noue de Neuvry, prairies et boisements du Grand Peugny » (196,27 ha), couvrant 3 communes du département ;
et la « Reserve de la Bassée et Abords » (1 062,13 ha), couvrant 8 communes du département
et une ZNIEFF de type 2,, 
la « vallée de la Seine entre Montereau et Melz-sur-Seine (Bassee) » (14 216,75 ha), couvrant 26 communes du département.

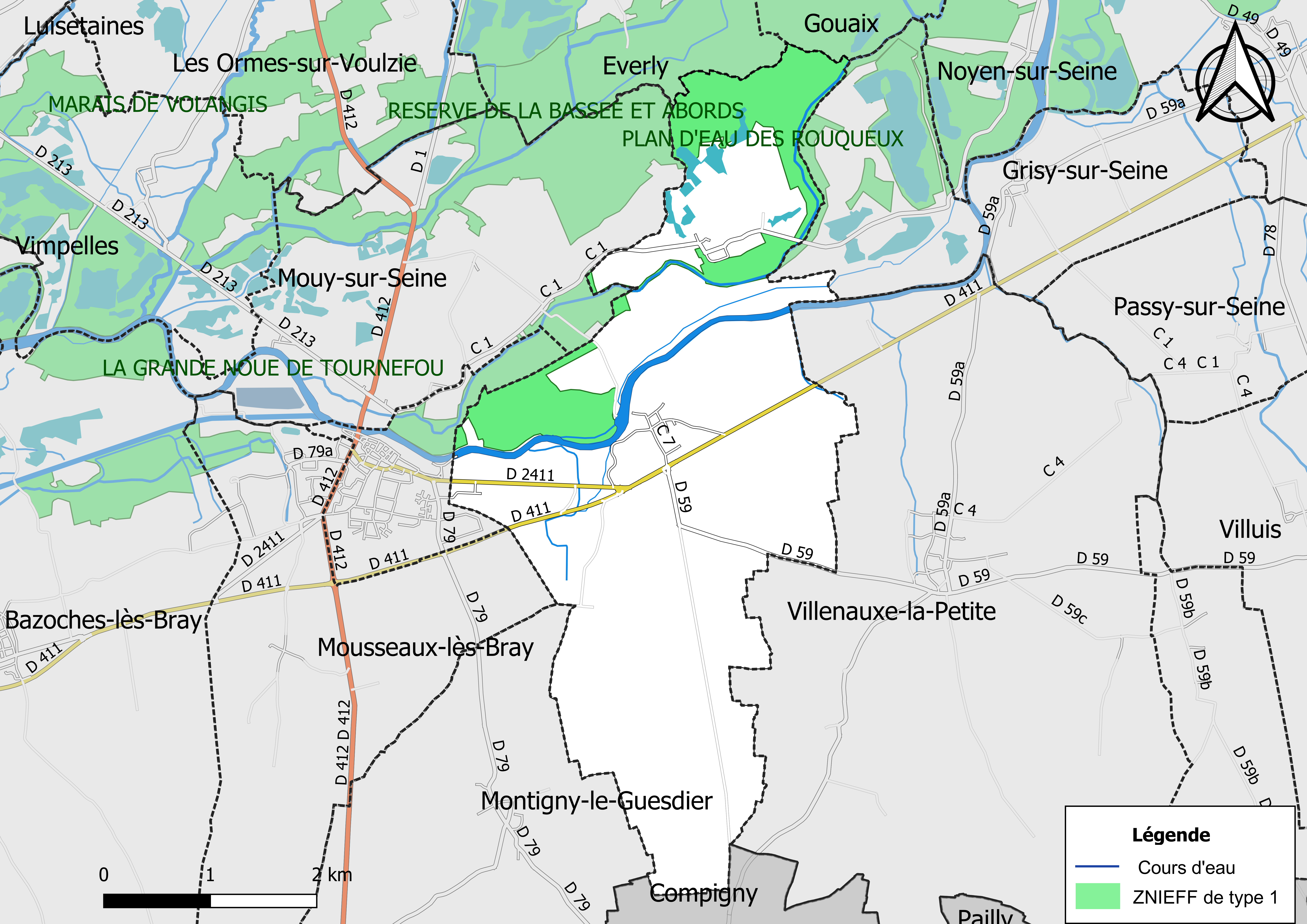
Carte des ZNIEFF de type 1 de la commune.
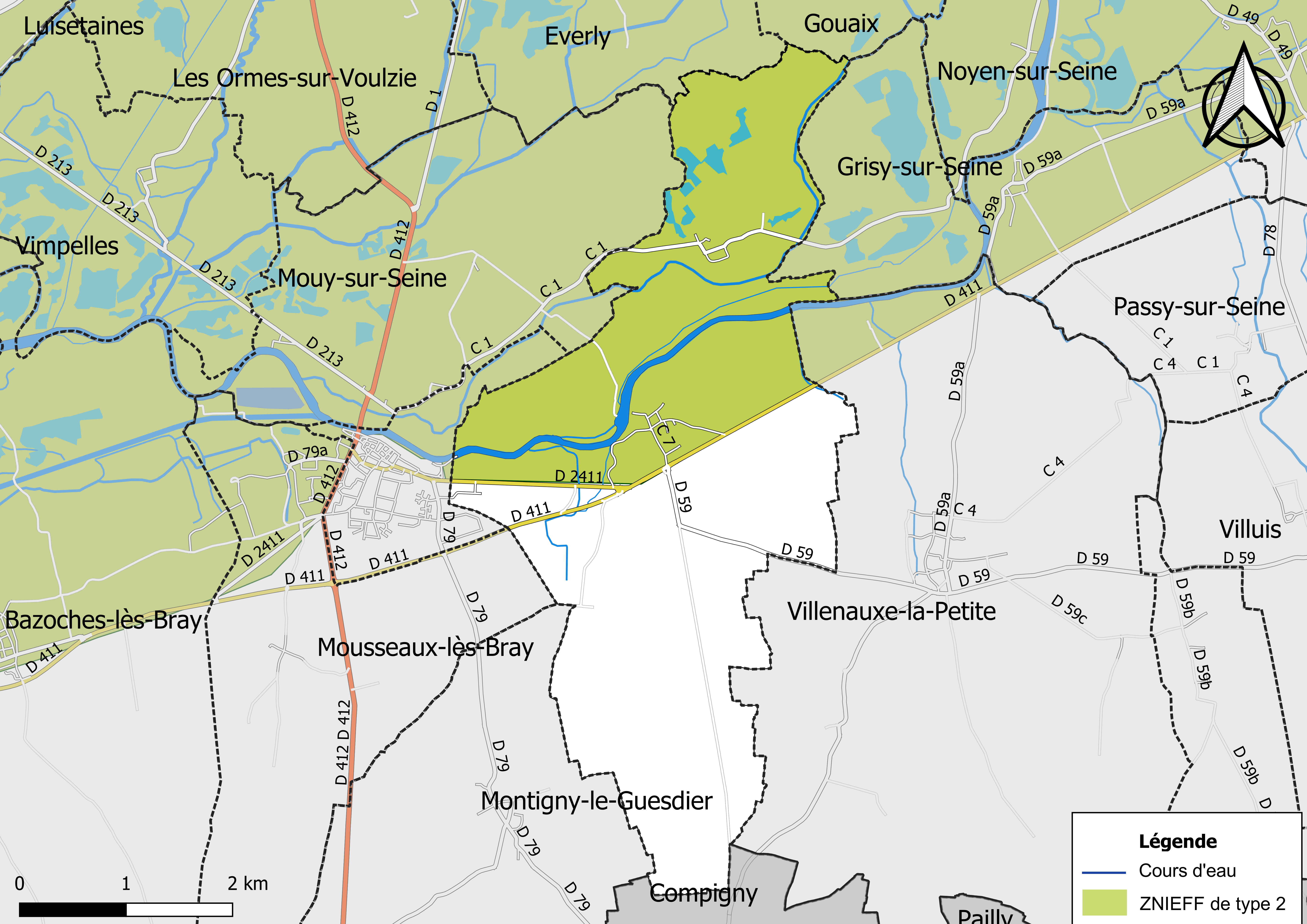
Carte des ZNIEFF de type 2 de la commune.

## Urbanisme

### Typologie
Au 1er janvier 2024, Jaulnes est catégorisée commune rurale à habitat dispersé, selon la nouvelle grille communale de densité à sept niveaux définie par l'Insee en 2022.
Elle est située hors unité urbaine. Par ailleurs la commune fait partie de l'aire d'attraction de Paris, dont elle est une commune de la couronne,. Cette aire regroupe 1 929 communes,.

### Lieux-dits et écarts
La commune compte 74 lieux-dits administratifs répertoriés consultables ici (source : le fichier Fantoir) dont  Neuvry, Villeceaux (château), Choyau.

### Occupation des sols
L'occupation des sols de la commune, telle qu'elle ressort de la base de données européenne d’occupation biophysique des sols Corine Land Cover (CLC), est marquée par l'importance des territoires agricoles (75,2 % en 2018), en diminution par rapport à 1990 (81,3 %). La répartition détaillée en 2018 est la suivante : 
terres arables (70,5% ), forêts (11,4% ), eaux continentales (9,1% ), zones agricoles hétérogènes (4,7% ), zones urbanisées (3,8% ), zones industrielles ou commerciales et réseaux de communication (0,5 %).
Parallèlement, L'Institut Paris Région, agence d'urbanisme de la région Île-de-France, a mis en place un inventaire numérique de l'occupation du sol de l'Île-de-France, dénommé le MOS (Mode d'occupation du sol), actualisé régulièrement depuis sa première édition en 1982. Réalisé à partir de photos aériennes, le Mos distingue les espaces naturels, agricoles et forestiers mais aussi les espaces urbains (habitat, infrastructures, équipements, activités économiques, etc.) selon une classification pouvant aller jusqu'à 81 postes, différente de celle de Corine Land Cover,,. L'Institut met également à disposition des outils permettant de visualiser par photo aérienne l'évolution de l'occupation des sols de la commune entre 1949 et 2018.

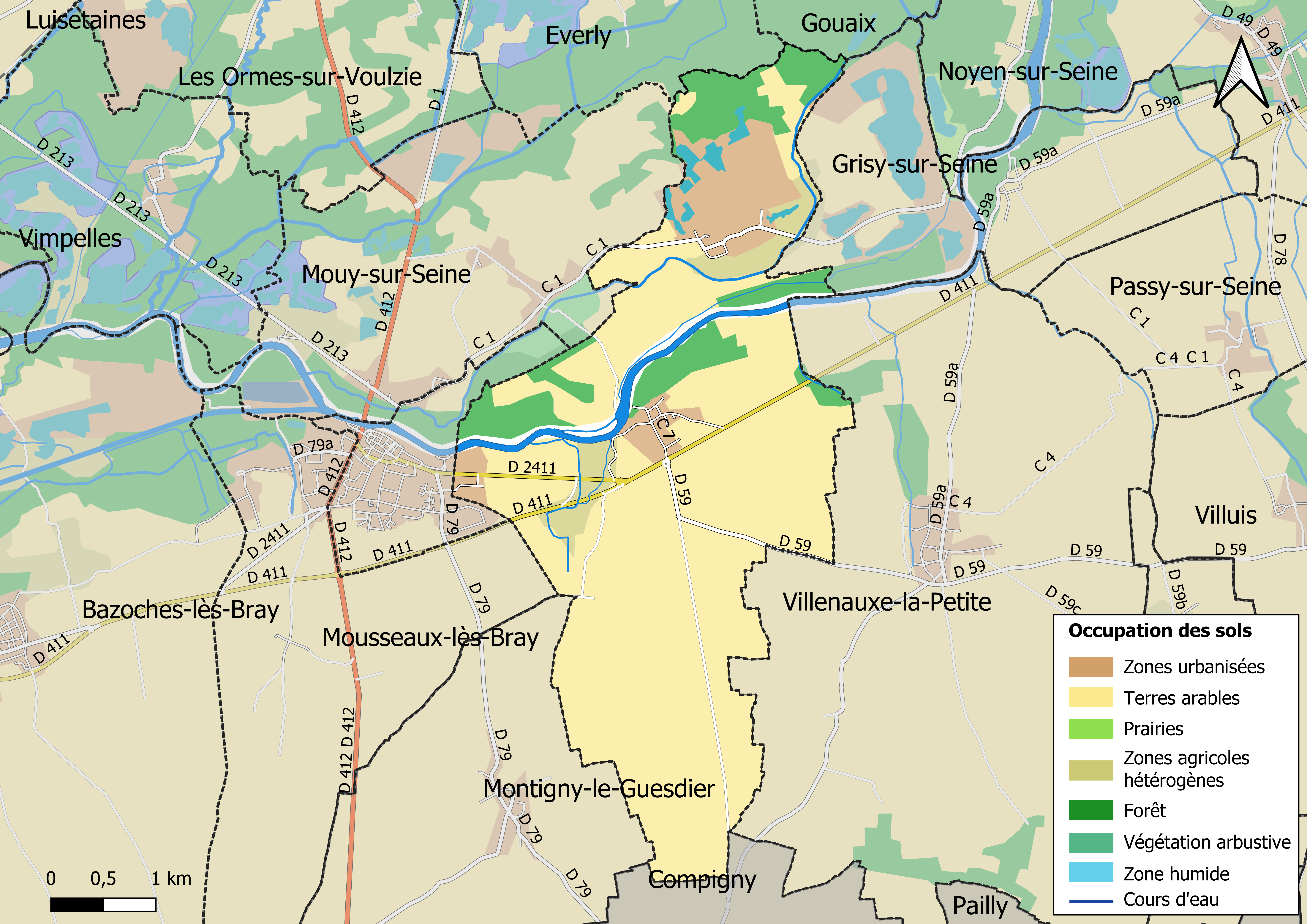
Carte des infrastructures et de l'occupation des sols en 2018 (CLC) de la commune.
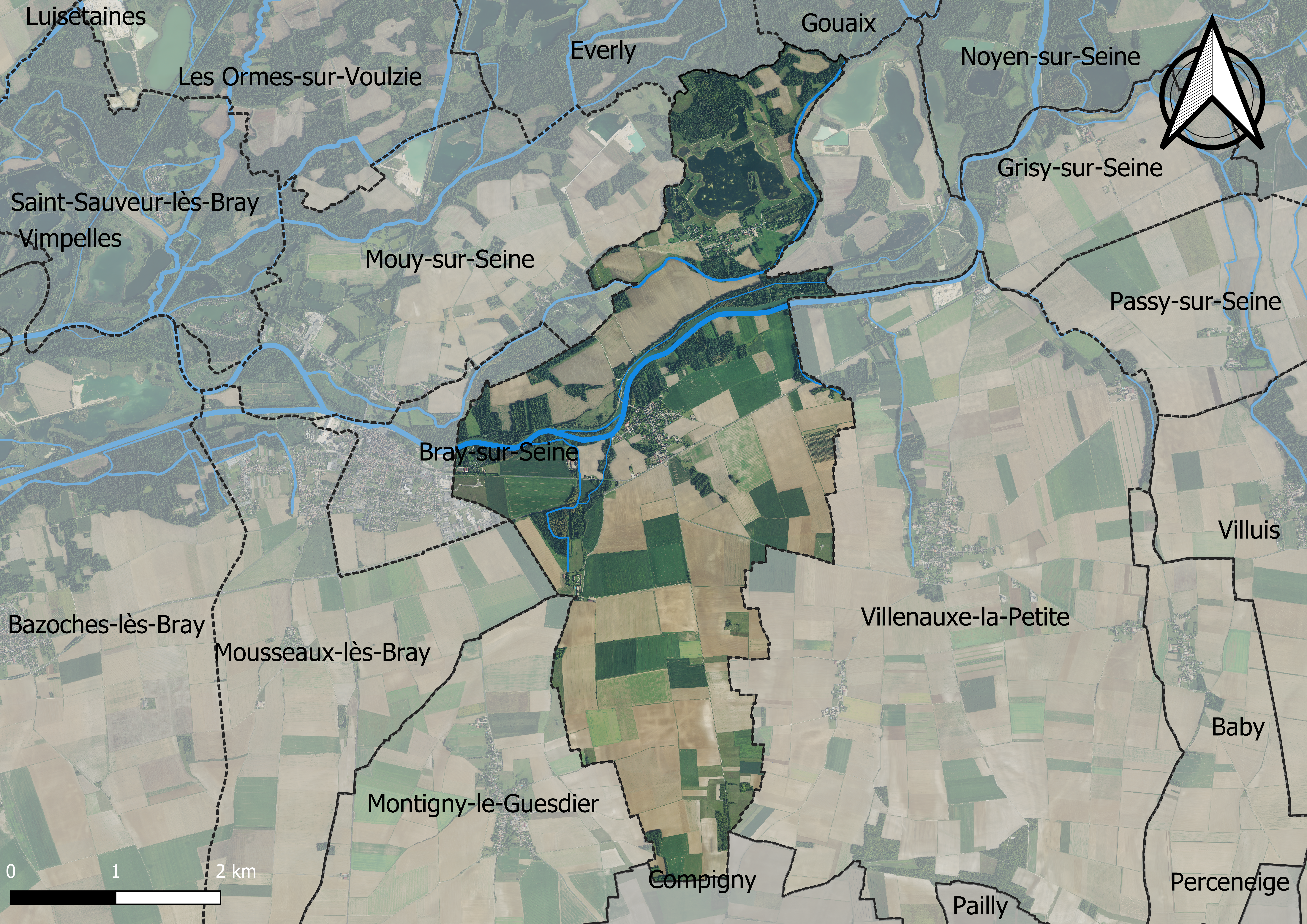
Carte orhophotogrammétrique de la commune.

### Planification
La loi SRU du 13 décembre 2000 a incité les communes à se regrouper au sein d’un établissement public, pour déterminer les partis d’aménagement de l’espace au sein d’un SCoT, un document d’orientation stratégique des politiques publiques à une grande échelle et à un horizon de 20 ans et s'imposant aux documents d'urbanisme locaux, les PLU (Plan local d'urbanisme). La commune est dans le territoire du SCOT Grand Provinois, dont le projet a été arrêté le 29 janvier 2020, porté par le syndicat mixte d’études et de programmation (SMEP) du Grand Provinois, qui regroupe les Communautés de Communes du Provinois et de Bassée-Montois, soit 82 communes.
La commune disposait en 2019 d'un plan local d'urbanisme en révision. Le zonage réglementaire et le règlement associé peuvent être consultés sur le Géoportail de l'urbanisme.

### Logement
En 2016, le nombre total de logements dans la commune était de 202 dont 99,5 % de maisons et 0,5 % d’appartements.
Parmi ces logements, 75,7 % étaient des résidences principales, 19,8 % des résidences secondaires et 4,5 % des logements vacants.
La part des ménages fiscaux propriétaires de leur résidence principale s’élevait à 89,5 % contre 7,8 % de locataires et 2,6 % logés gratuitement.

### Voies de communication et transports

#### Transports
La commune est desservie par la ligne d’autocars No 3201 du réseau de bus Provinois - Brie et Seine.

## Toponymie
Le nom de la localité est mentionné sous les formes Jonna in comitatu Senonico en 726 ; Jolna vers 1143 ; Jaunia en 1145 ; Josna en 1148 ; Jauna en 1149 ; Joneium en vers 1150 ; Jolnia vers 1152 ; Jana vers 1160 ; Gaunia en 1187 ; Jonnensis portus au XIIe siècle ; Jaune vers 1201 ; Geaunium en 1218 ; Jaune vers 1222 (Livre des vassaux) ; Jeaunes au XIIIe siècle ; Jaulne lez Bray sur Seine en 1502 ; Jaulne, 1602.
Toponyme Jonna en 726 signifiant : « terroir spongieux, favorable au joncs ».

## Histoire

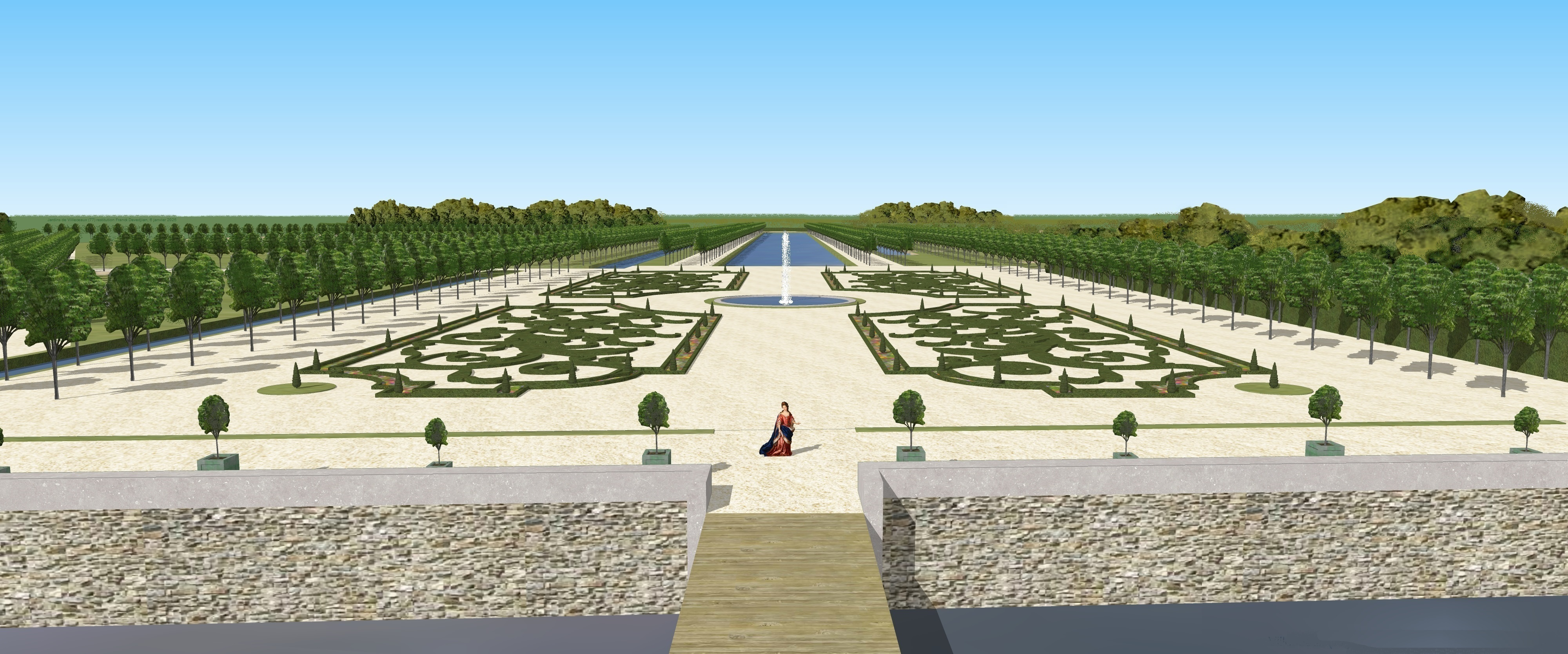
Restitution du parterre du château de Villeceaux à Jaulnes (77), seconde moitié du XVIIe siècle

Le site de Jaulnes était habité dès l'Antiquité, comme en témoigne la présence de la voie romaine du Perré, ouverte pour faciliter le passage des troupes de Jules César de Sens à La Ferté-sous-Jouarre. Cette route faisait partie de l'itinéraire reliant Lyon à Boulogne-sur-Mer. Les Romains ont renforcé la fortification du village. Jaulnes est mentionné dès le VIIIe siècle. À l'époque de Charlemagne, Bray était sous la dépendance de Jaulnes. En 841, les petits-fils de Charlemagne, Lothaire d'un côté, et ses frères Louis le Germanique et Charles le Chauve de l'autre, se sont affrontés au sujet de la succession. Les combats ont eu lieu à Jaulnes, qui a subi d'importants dégâts. Lorsque Bouchard est venu prendre possession de sa baronnie, il a préféré choisir Bray au détriment de Jaulnes, qui était pratiquement en ruines.
L'église Saint-Pierre-et-Saint-Lié a été restaurée au XIXe siècle par le baron des Graviers.
On trouve sur la commune de Jaulnes les restes du château de Villeceaux, dont il reste le grand canal qui ornait le bout de la perspective. Du château il ne reste qu'une petite partie ainsi que les communs.

## Politique et administration

### Liste des maires
| Période                                  | Période  | Identité           | Étiquette | Qualité   |
| ---------------------------------------- | -------- | ------------------ | --------- | --------- |
| Les données manquantes sont à compléter. |          |                    |           |           |
| mars 2001                                | 2020     | Monique Michel     |           | Retraitée |
| 2020                                     | En cours | Stéphane Gyarmathy |           | Retraité  |

## Équipements et services

### Eau et assainissement
L’organisation de la distribution de l’eau potable, de la collecte et du traitement des eaux usées et pluviales relève des communes. La loi NOTRe de 2015 a accru le rôle des EPCI à fiscalité propre en leur transférant cette compétence. Ce transfert devait en principe être effectif au 1er janvier 2020, mais la loi Ferrand-Fesneau du 3 août 2018 a introduit la possibilité d’un report de ce transfert au 1er janvier 2026,.

#### Assainissement des eaux usées
En 2020, la commune de Jaulnes gère le service d’assainissement collectif (collecte, transport et dépollution) en régie directe, c’est-à-dire avec ses propres personnels.
L’assainissement non collectif (ANC) désigne les installations individuelles de traitement des eaux domestiques qui ne sont pas desservies par un réseau public de collecte des eaux usées et qui doivent en conséquence traiter elles-mêmes leurs eaux usées avant de les rejeter dans le milieu naturel. La communauté de communes de la Bassée - Montois (CCBM) assure pour le compte de la commune le service public d'assainissement non collectif (SPANC), qui a pour mission de vérifier la bonne exécution des travaux de réalisation et de réhabilitation, ainsi que le bon fonctionnement et l’entretien des installations,.

#### Eau potable
En 2020, l'alimentation en eau potable est assurée par le syndicat de l'Eau de l'Est seine-et-marnais (S2E77) qui en a délégué la gestion à l'entreprise Suez, dont le contrat expire le 30 mars 2025,,.
Les nappes de Beauce et du Champigny sont classées en zone de répartition des eaux (ZRE), signifiant un déséquilibre entre les besoins en eau et la ressource disponible. Le changement climatique est susceptible d’aggraver ce déséquilibre. Ainsi afin de renforcer la garantie d’une distribution d’une eau de qualité en permanence sur le territoire du département, le troisième Plan départemental de l’eau signé, le 3 octobre 2017, contient un plan d’actions afin d’assurer avec priorisation la sécurisation de l’alimentation en eau potable des Seine-et-Marnais. A cette fin a été préparé et publié en décembre 2020 un schéma départemental d’alimentation en eau potable de secours dans lequel huit secteurs prioritaires sont définis. La commune fait partie du secteur Bassée Montois.

## Population et société

### Démographie
L'évolution du nombre d'habitants est connue à travers les recensements de la population effectués dans la commune depuis 1793. Pour les communes de moins de 10 000 habitants, une enquête de recensement portant sur toute la population est réalisée tous les cinq ans, les populations de référence des années intermédiaires étant quant à elles estimées par interpolation ou extrapolation. Pour la commune, le premier recensement exhaustif entrant dans le cadre du nouveau dispositif a été réalisé en 2004.

En 2022, la commune comptait 346 habitants, en évolution de −7,98 % par rapport à 2016 (Seine-et-Marne : +3,92 %, France hors Mayotte : +2,11 %).
| 1793 | 1800 | 1806 | 1821 | 1831 | 1836 | 1841 | 1846 | 1851 |
| ---- | ---- | ---- | ---- | ---- | ---- | ---- | ---- | ---- |
| 346  | 359  | 366  | 376  | 415  | 390  | 396  | 381  | 404  |

| 1856 | 1861 | 1866 | 1872 | 1876 | 1881 | 1886 | 1891 | 1896 |
| ---- | ---- | ---- | ---- | ---- | ---- | ---- | ---- | ---- |
| 413  | 416  | 426  | 363  | 354  | 332  | 384  | 345  | 333  |

| 1901 | 1906 | 1911 | 1921 | 1926 | 1931 | 1936 | 1946 | 1954 |
| ---- | ---- | ---- | ---- | ---- | ---- | ---- | ---- | ---- |
| 336  | 303  | 278  | 250  | 251  | 256  | 265  | 269  | 282  |

| 1962 | 1968 | 1975 | 1982 | 1990 | 1999 | 2004 | 2006 | 2009 |
| ---- | ---- | ---- | ---- | ---- | ---- | ---- | ---- | ---- |
| 258  | 231  | 220  | 248  | 289  | 319  | 327  | 322  | 354  |

| 2014 | 2019 | 2022 | - | - | - | - | - | - |
| ---- | ---- | ---- | - | - | - | - | - | - |
| 376  | 345  | 346  | - | - | - | - | - | - |

## Économie

### Revenus de la population et fiscalité
En 2017, le nombre de ménages fiscaux de la commune était de 149, représentant 362 personnes et la  médiane du revenu disponible par unité de consommation  de 23 270 euros.

### Emploi
En 2017 , le nombre total d’emplois dans la zone était de 24, occupant 161 actifs  résidants.
Le taux d'activité de la population (actifs ayant un emploi) âgée de 15 à 64 ans s'élevait à 72,9 % contre un taux de chômage de 3,8 %.
Les 23,3 % d’inactifs se répartissent de la façon suivante : 11 % d’étudiants et stagiaires non rémunérés, 8,1 % de retraités ou préretraités et 4,3 % pour les autres inactifs.

### Entreprises et commerces
En 2015, le nombre d'établissements actifs était de 35 dont 9 dans l'agriculture-sylviculture-pêche, 4 dans l’industrie, 5 dans la construction, 14 dans le commerce-transports-services divers et 3  étaient relatifs au secteur administratif.
Ces établissements ont pourvu 18 postes salariés.

### Secteurs d'activité

#### Agriculture
Jaulnes est dans la petite région agricole dénommée la « Bassée » ou « Basse Seine », au sud-est du département. En 2010, l'orientation technico-économique de l'agriculture sur la commune est diverses cultures (hors céréales et oléoprotéagineux, fleurs et fruits).
Si la productivité agricole de la Seine-et-Marne se situe dans le peloton de tête des départements français, le département enregistre un double phénomène de disparition des terres cultivables (près de 2 000 ha par an dans les années 1980, moins dans les années 2000) et de réduction d'environ 30 % du nombre d'agriculteurs dans les années 2010. Cette tendance se retrouve au niveau de la commune où le nombre d’exploitations est passé de 13 en 1988 à 9 en 2010. Parallèlement, la taille de ces exploitations augmente, passant de 74 ha en 1988 à 119 ha en 2010.
Le tableau ci-dessous présente les principales caractéristiques des exploitations agricoles de Jaulnes, observées sur une période de 22 ans : 
|                                      | 1988 | 2000  | 2010  |
| ------------------------------------ | ---- | ----- | ----- |
| Dimension économique,                |      |       |       |
| Nombre d’exploitations (u)           | 13   | 9     | 9     |
| Travail (UTA)                        | 18   | 16    | 14    |
| Surface agricole utilisée (ha)       | 967  | 1 058 | 1 068 |
| Cultures                             |      |       |       |
| Terres labourables (ha)              | 945  | 1 038 | 1 056 |
| Céréales (ha)                        | 676  | 656   | 679   |
| dont blé tendre (ha)                 | 417  | 461   | 379   |
| dont maïs-grain et maïs-semence (ha) | 117  | 69    | s     |
| Tournesol (ha)                       | 57   | s     |       |
| Colza et navette (ha)                | 37   | s     | 159   |
| Élevage                              |      |       |       |
| Cheptel (UGBTA)                      | 57   | 19    | 1     |

## Culture locale et patrimoine

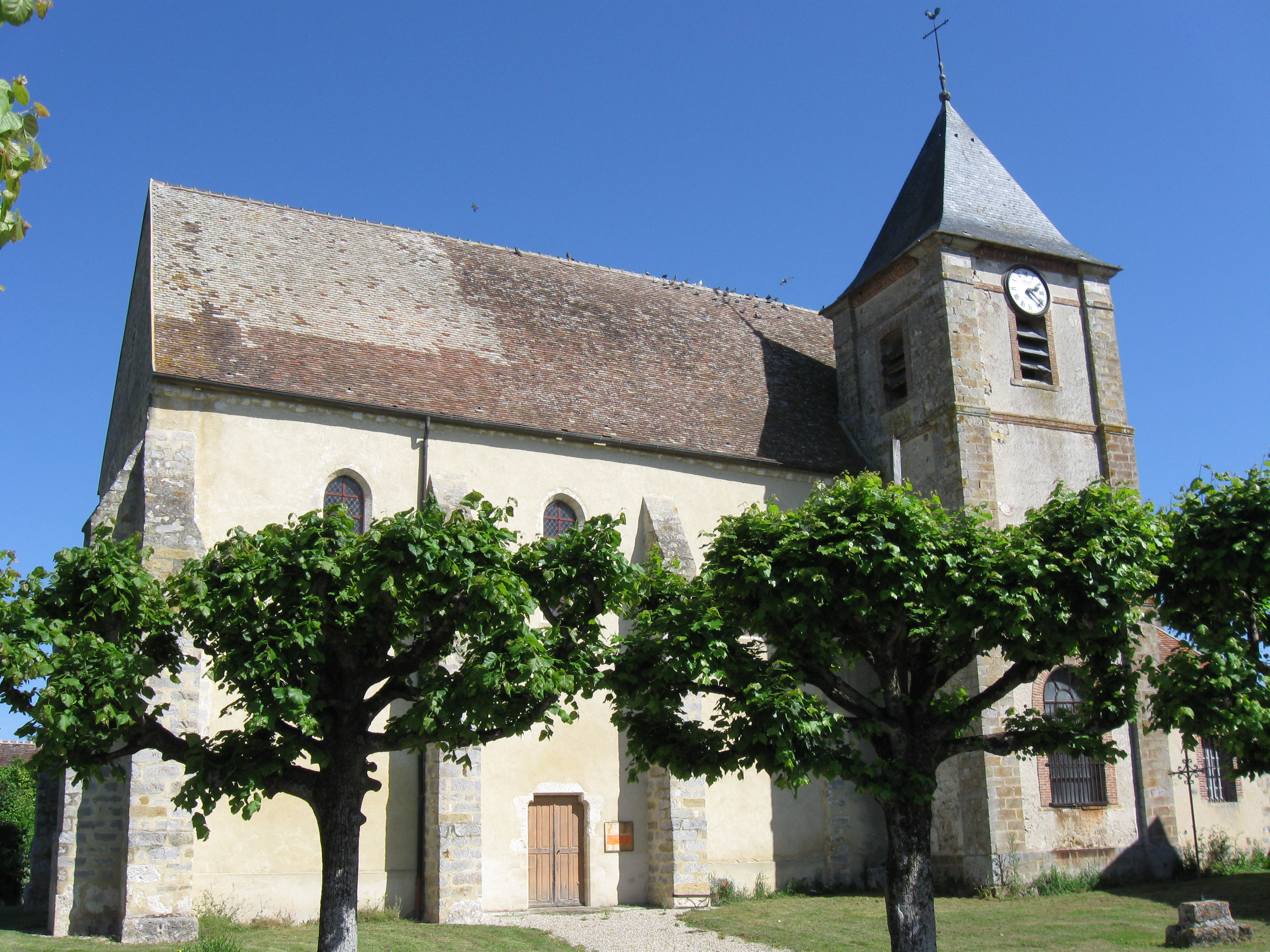
L'église de Jaulnes.

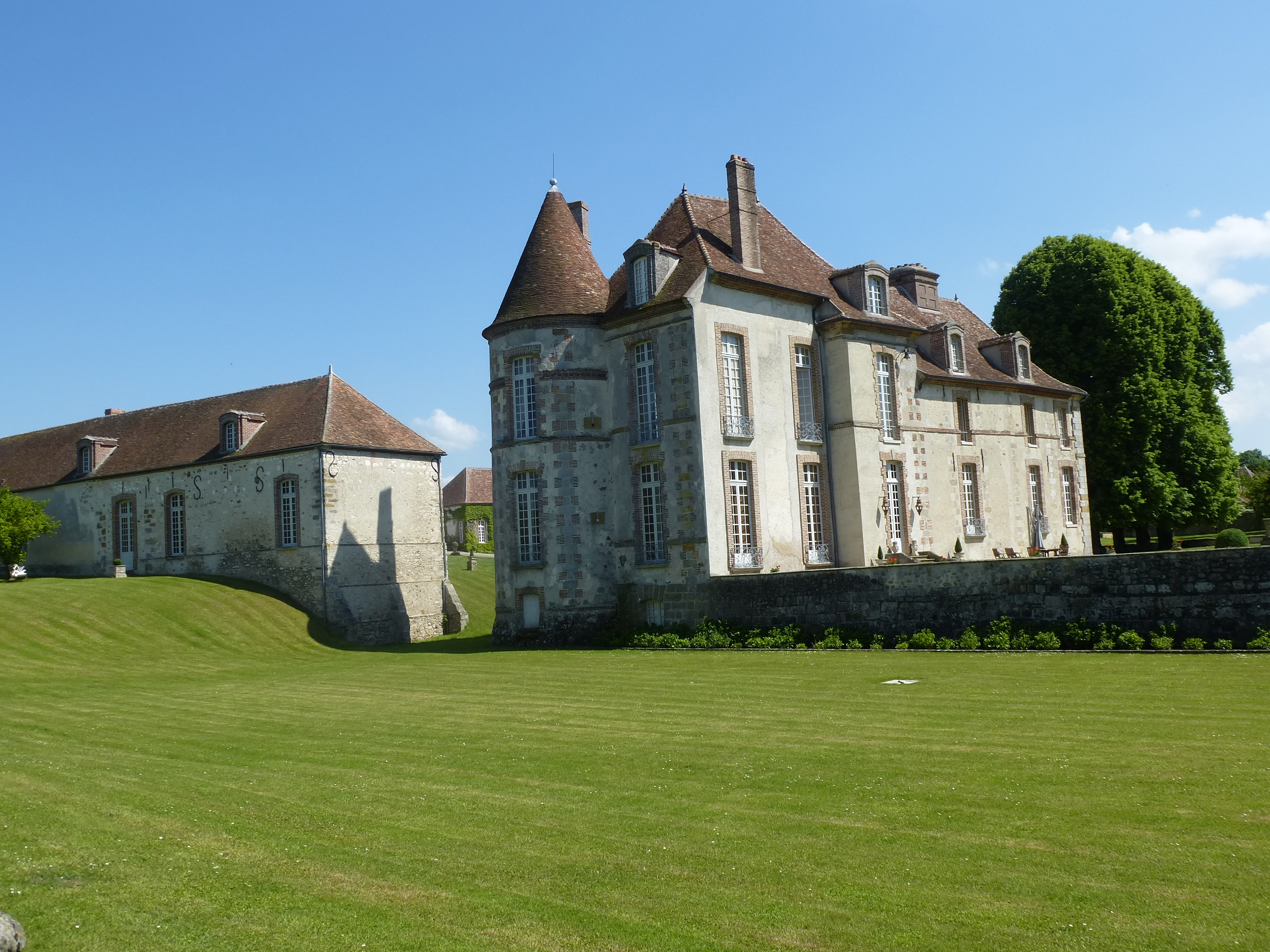
Le château de Villeceaux.

### Lieux et monuments
- Église Saint-Pierre-et-Saint-Lié, XIIIe siècle, restaurée au XIXe siècle, classée au titre des monuments historiques[82],[83].
- Château de Villeceaux, XVIIe et XVIIIe siècles, inscrit au titre des monuments historiques[84].
- Barrage de Jaulnes sur la Seine (passerelle, écluse).
- Sentiers sur les bords de la Seine.